# Towards the Sun
"Towards the Sun" é uma canção da cantora barbadense Rihanna, gravada para a banda sonora do filme de 2015 Home. Foi composta pela própria intérprete, com auxílio de Tiago Carvalho e Gary Baker. A sua estreia ocorreu a 24 de Fevereiro de 2015 na estação de rádio britânica BBC Radio 1, sendo lançada digitalmente na iTunes Store no mesmo dia como primeiro single da banda sonora.

## Faixas e formatos
| Descarga digital |                   |         |  |
| N.º              | Título            | Duração |  |
| 1.               | "Towards the Sun" | 4:32    |  |

## Desempenho nas tabelas musicais

### Posições
| Tabela musical (2015)            | Melhor posição |
| -------------------------------- | -------------- |
| Bélgica - Ultratip (Flandres)    | 70             |
| Bélgica - Ultratip (Valónia)     | 38             |
| Escócia - Scottish Singles Chart | 42             |
| França - SNEP                    | 22             |
| Reino Unido - UK Singles Chart   | 76             |

## Histórico de lançamento
| País           | Data                    | Formato          | Editora discográfica |
| -------------- | ----------------------- | ---------------- | -------------------- |
| Austrália      | 24 de Fevereiro de 2015 | Descarga digital | Westbury Road        |
| Brasil         | 24 de Fevereiro de 2015 | Descarga digital | Westbury Road        |
| Canadá         | 24 de Fevereiro de 2015 | Descarga digital | Westbury Road        |
| Estados Unidos | 24 de Fevereiro de 2015 | Descarga digital | Westbury Road        |
| França         | 24 de Fevereiro de 2015 | Descarga digital | Westbury Road        |
| Portugal       | 24 de Fevereiro de 2015 | Descarga digital | Westbury Road        |
| Reino Unido    | 24 de Fevereiro de 2015 | Descarga digital | Westbury Road        |
| Estados Unidos | 17 de Março de 2015     | Rádio mainstream | Roc Nation           |